# Kanton Pierre-de-Bresse
Pierre-de-Bresse is een kanton van het Franse departement Saône-et-Loire. Het kanton maakt deel uit van het arrondissement Louhans.

## Gemeenten
Het kanton Pierre-de-Bresse omvatte tot 2014 de volgende gemeenten:
- Authumes
- Beauvernois
- Bellevesvre
- La Chapelle-Saint-Sauveur
- Charette-Varennes
- La Chaux
- Dampierre-en-Bresse
- Fretterans
- Frontenard
- Lays-sur-le-Doubs
- Montjay
- Mouthier-en-Bresse
- Pierre-de-Bresse (hoofdplaats)
- Pourlans
- La Racineuse
- Saint-Bonnet-en-Bresse
- Torpes

Door de herindeling van de kantons bij decreet van 18 februari 2014, met uitwerking op 22 maart 2015 werd het kanton uitgebreid met volgende 16 gemeenten, waaronder alle 13 gemeenten van het opgeheven kanton Saint-Germain-du-Bois:
- Beaurepaire-en-Bresse
- Bosjean
- Bouhans
- Devrouze
- Diconne
- Frangy-en-Bresse
- Mervans
- Le Planois
- Saillenard
- Saint-Germain-du-Bois
- Savigny-en-Revermont
- Sens-sur-Seille
- Serley
- Serrigny-en-Bresse
- Le Tartre
- Thurey